# Ruines de Loropéni
Pour l’article homonyme, voir Loropéni (département).
Les ruines de Loropéni sont situées sur le territoire de la commune de Loropéni, dans la région Sud-Ouest au Burkina Faso. Elles sont inscrites dans la liste du patrimoine mondial de l'UNESCO en 2009.

## Historique
L'ensemble des murs fortifiés dateraient au moins du IXe siècle, dans une zone où les ethnies Lohron et Koulango contrôlaient l'extraction et le commerce de l'or du XIVe siècle au XVIIe siècle. Le site est « redécouvert » lors de la conquête coloniale française en 1902 par une expédition militaire qui en fait les premiers relevés.

## Architecture

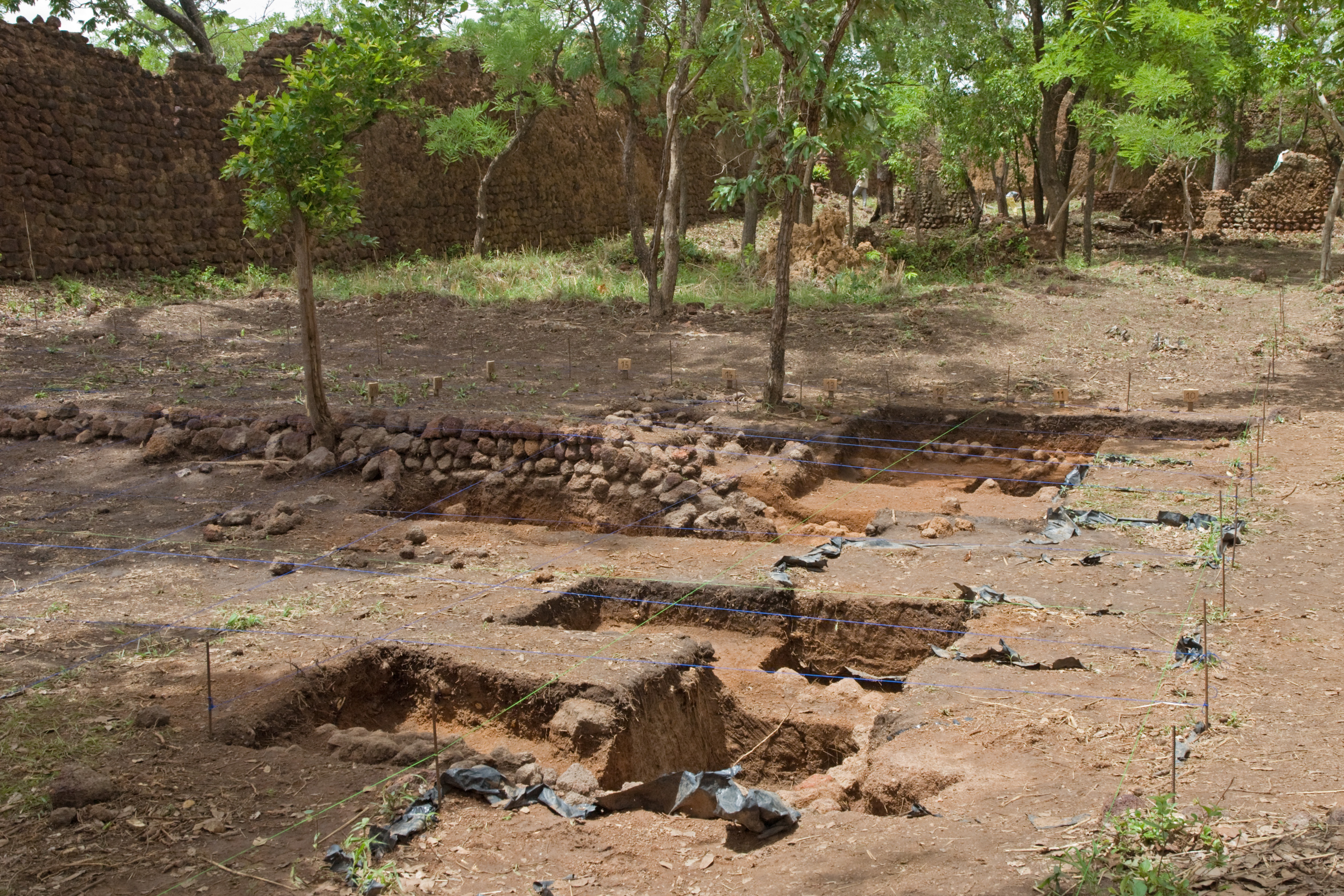
Loropéni : un état des fouilles, mai 2016

La forteresse de Loropéni est la mieux préservée des dix forteresses que compte la région peuplée désormais principalement par l'ethnie Lobi sans qu'il soit possible de leur attribuer la construction.
Il s'agit de murailles de blocs de pierre rouge non taillés et de moellons de latérite s'élevant jusqu'à six mètres de hauteur et sur une surface de 11 130 m2. En l'état des connaissances scientifiques, il n'existe aucune certitude quant à leur bâtisseur,,. Ces ruines s'inscrivent dans un ensemble plus large comptant une centaine d'enceintes en pierre.